# Kuboktaeder
Kuboktaeder är en arkimedisk kropp som inom geometri är en konvex tredimensionell geometrisk kropp (polyeder). En kuboktaeder består av 14 sidor uppdelat på 8 liksidiga trianglar och 6 kvadrater. Ytorna bildar 24 kanter och 12 hörn.

## Area och volym
Beräkning av arean {\displaystyle A} och volymen {\displaystyle V} i en kuboktaeder med kantlängden {\displaystyle a}:
| {\displaystyle A=\left(6+2{\sqrt {3}}\right)a^{2}\approx 9.4641016a^{2}} |
| {\displaystyle V={\frac {5}{3}}{\sqrt {2}}a^{3}\approx 2.3570226a^{3}}   |